# Right by Your Side
Right by Your Side è un singolo del duo pop britannico Eurythmics. Fu scritto dai membri del gruppo Annie Lennox e David A. Stewart e prodotto da Stewart. Fu estratto come secondo singolo nel Regno Unito dal terzo album, Touch.

## Descrizione
Right by Your Side è una canzone d'amore uptempo che dispone di una base calypso strumentale, completa di tamburo d'acciaio sintetizzato e suoni di marimba e una sezione fiati.

## Accoglienza e successo commerciale
Right by Your Side diventò il quarto singolo consecutivo ad entrare nei primi dieci posti della classifica dei singoli nel Regno Unito nel corso del 1983. Salì anche al 29º posto nella classifica generale di Billboard.